# Ak-Kaya
Ak-Kaya (en ucraniano: Ак-Кая, en ruso: Белая скала, en tártaro de Crimea: Aq Qaya) es una montaña de montes de Crimea situada en la península de Crimea, en el Raión de Bilohirsk de la República Autónoma de Crimea o República de Crimea.